# Caarapó
Caarapó là một đô thị thuộc bang Mato Grosso do Sul, Brasil. Đô thị này có diện tích 20891,71 km², dân số năm 2007 là 22705 người, mật độ 10,87 người/km².